# Afragola
Afragola je italské město v oblasti Kampánie, největší vnitrozemské kampánské město. Směrem k Neapoli, spolu s centrem Casorie, tvoří 800tisícovou konurbaci.

## Vývoj počtu obyvatel

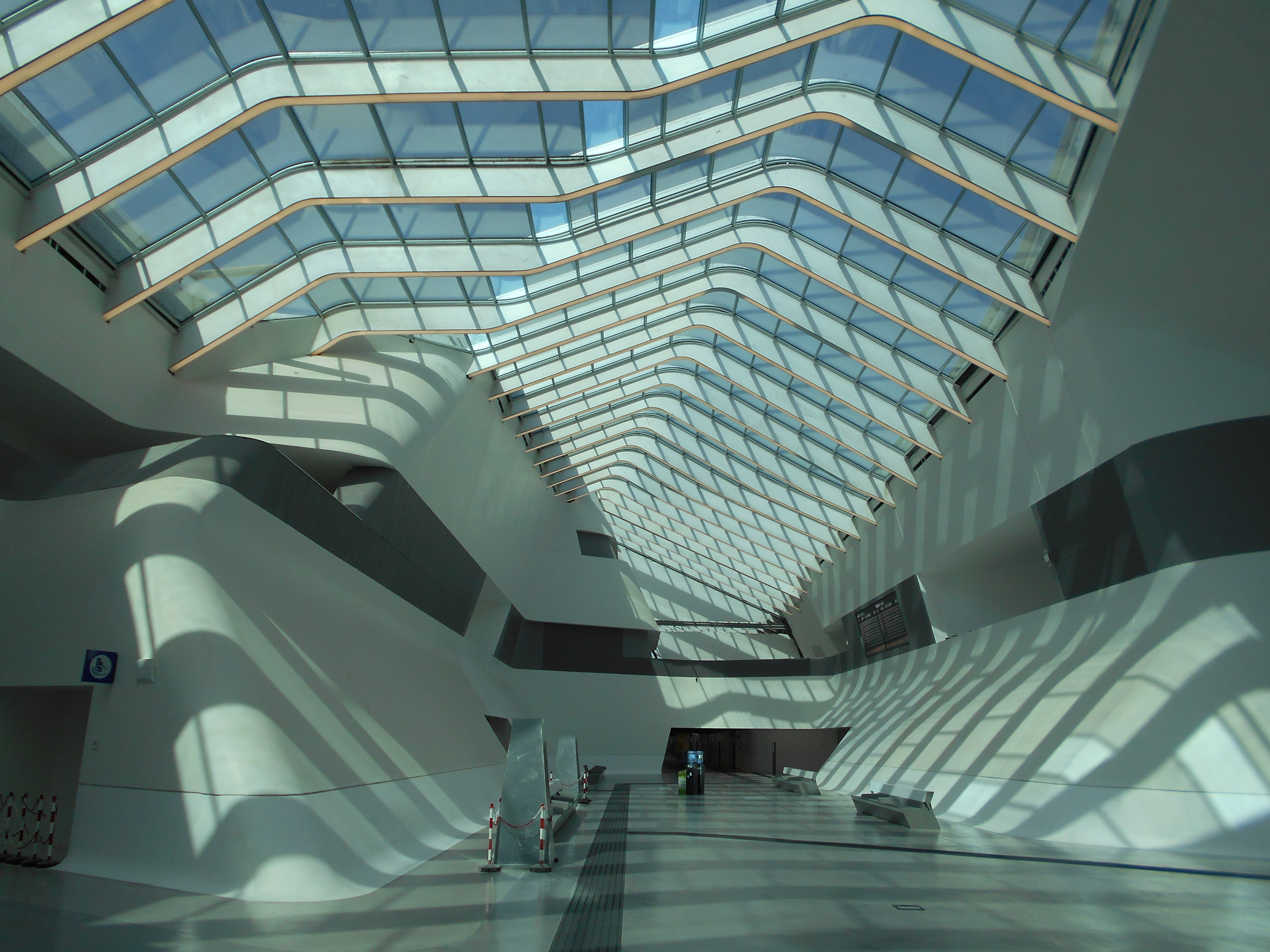
Interiér stanice vysokorychlostních vlaků v Afragole, vybudované dle návrhu Zahy Hadid

Počet obyvatel